# Ciclamato sulfohidrolasa
La ciclamato sulfohidrolasa (EC 3.10.1.2) es una enzima que cataliza la siguiente reacción química:
ciclohexilsulfamato + H
2O {\displaystyle \rightleftharpoons } ciclohexilamina + sulfato
Por lo tanto los dos sustratos de esta enzima son el ciclohexilsulfamato y agua, mientras que sus dos productos son la ciclohexilamina y sulfato.
Esta enzima pertenece a la familia de las hidrolasas concretamente a aquellas que actúan sobre enlaces entre átomos de azufre y nitrógeno. El nombre sistemático de esta clase de enzimas es ciclohexilsulfamato sulfohidrolasa, aunque también se la conoce por los nombres ciclamato sulfamatasa, ciclamato sulfamidasa y ciclohexilsulfamato sulfamidasa. Esta enzima participa en la degradación de la caprolactama.